# Cucina colombiana
     I. Islas
     II. Guajira
     III. Cesar y Magdalena
     IV. Atlántico
     V. Cartagena de Indias
     VI. Sabanas Costeñas
     VII. Santanderes
     VIII. Boyacá y Cundinamarca
     IX. Paisa
     X. Bogotà
     XI. Tolima Grande
     XII. Valle del Cauca
     XIII. Cauca
     XIV. Nariño
     XV. Pacífico Norte
     XVI. Pacífico Sur
     XVII. Llanos
     XVIII. Amazonía

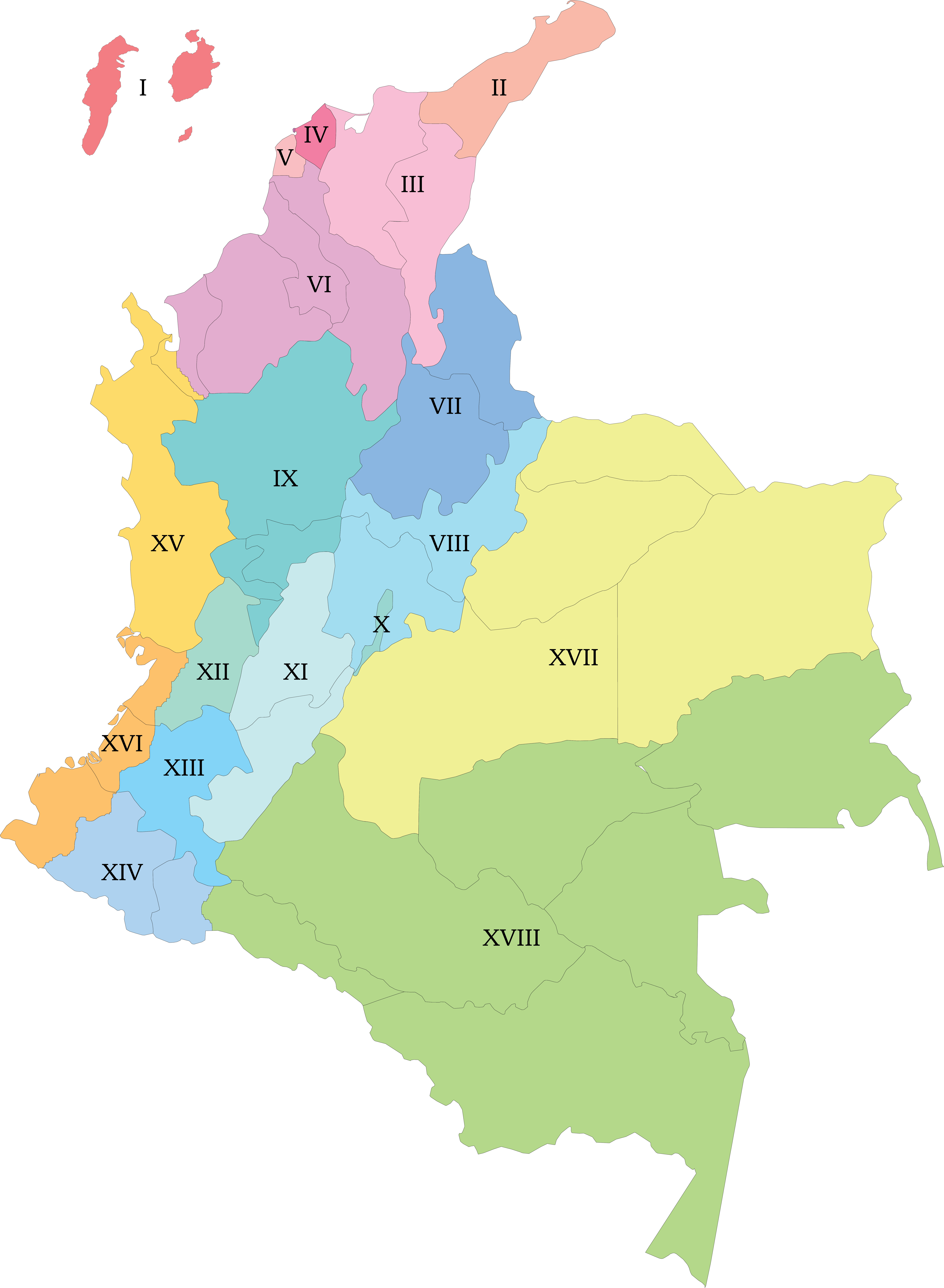
Regioni gastronomiche colombiane: "Biblioteca básica de cocinas tradicionales de Colombia". Ministero della Cultura. 2013.
I. Islas
II. Guajira
III. Cesar y Magdalena
IV. Atlántico
V. Cartagena de Indias
VI. Sabanas Costeñas
VII. Santanderes
VIII. Boyacá y Cundinamarca
IX. Paisa
X. Bogotà
XI. Tolima Grande
XII. Valle del Cauca
XIII. Cauca
XIV. Nariño
XV. Pacífico Norte
XVI. Pacífico Sur
XVII. Llanos
XVIII. Amazonía

La cucina colombiana è l'espressione dell'arte culinaria sviluppata in Colombia. Ha diverse influenze regionali nonché di tipo indigeno chibcha, spagnola, africana, araba e di alcune cucine asiatiche.

## Cucine regionali
La cucina colombiana è influenzata dalla diversa flora e fauna presenti nelle diverse regioni nonché delle tradizioni culturali dei gruppi etnici che vi abitano.
Gli ingredienti comuni sono: cereali come riso e mais, tuberi come patate e cassava; legumi, carne (manzo, pollo, maiale e capra), frutta e pesce.
Qui riportiamo alcuni esempi di piatti tipici regionali:
- Nella città di Medellín, il piatto tipico è la bandeja paisa. Contiene fagioli, riso, carne molida (carne macinata), chorizo (salsiccia), uova fritte, arepa (piccolo pane circolare preparato con mais bianco), e chicharrón. È solitamente accompagnato da avocado, pomodoro, e salse.
- Nella città di Cali, il piatto più tradizionale è "sancocho de gallina" - una zuppa composta per lo più da pollo, banane da cottura, mais, coriandolo, radice di yucca, e altra verdura di stagione.
- A Bogotá e nella regione andina, ajiaco è il piatto tradizionale. Una zuppa a base di pollo patate, e aromatizzata con una erba locale chiamata "guasca".
- Nella costa caraibica, si ha una cucina piccante, con pesce e aragoste e riso al cocco.
- Nella regione amazzonica, la cucina è influenzata dalle tradizioni peruviane e brasiliane.
- Nelle isole di San Andres, Providencia, e Santa Catalina, il piatto principale è rondon, un piatto a base di frutti di mare e latte di cocco, pesce, radici dic assava, patate e zucca con altre spezie.

## Piatti

### Antipasti e contorni
- Aborrajado
- Arroz con coco, riso con cocco

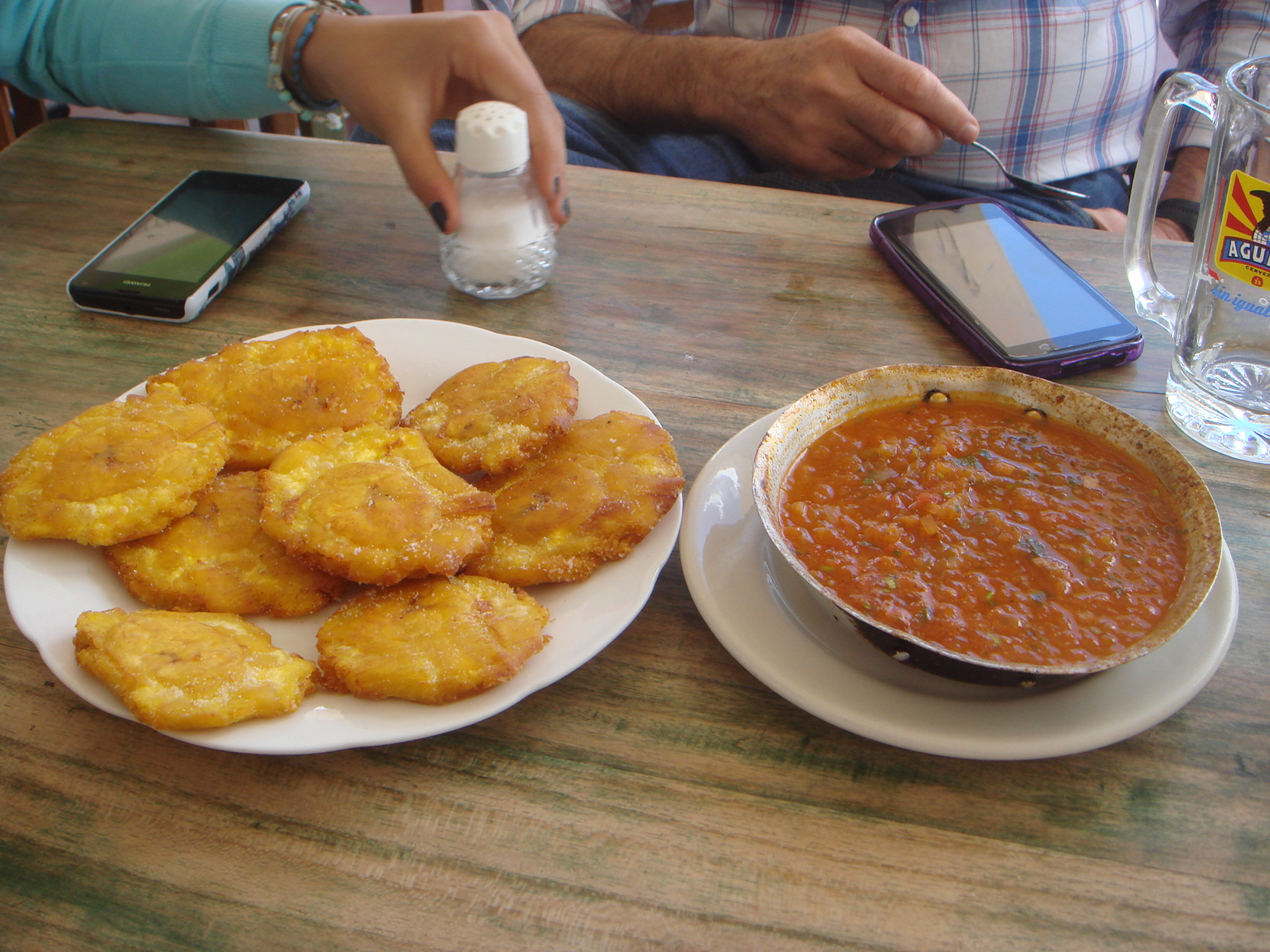
Tostones e hogao

- Hormigas culonas (formiche fritte)
- Butifarras soledeñas, Soledeña salsiccia
- Carimañola, yuca
- Chunchullo, intestine
- Hogao (salsa creola)
- Queso blanco (formaggio bianco)
- Suero (salsa di latte fermentato)
- Patacones

### Pane
- Almojábana
- Arepas
- Bollos (whey o burro)
- Buñuelos
- Biscotti Achira

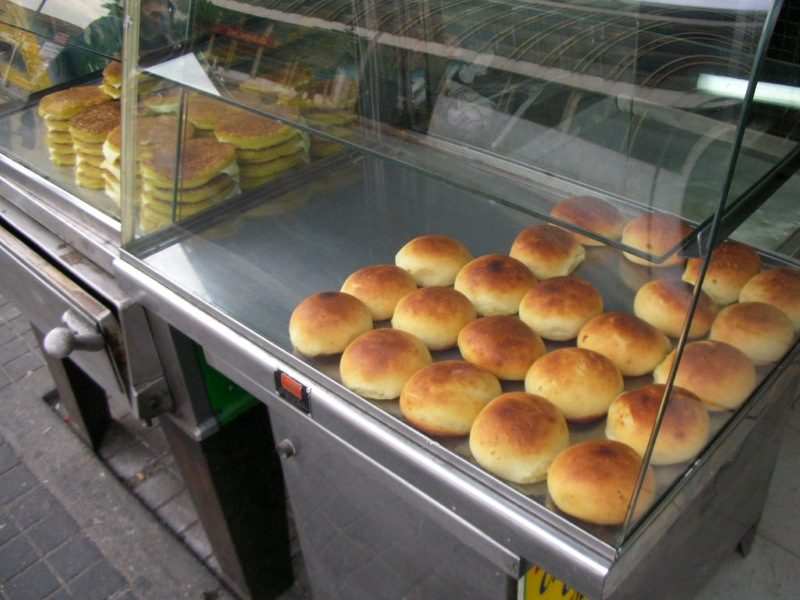
Almojábana

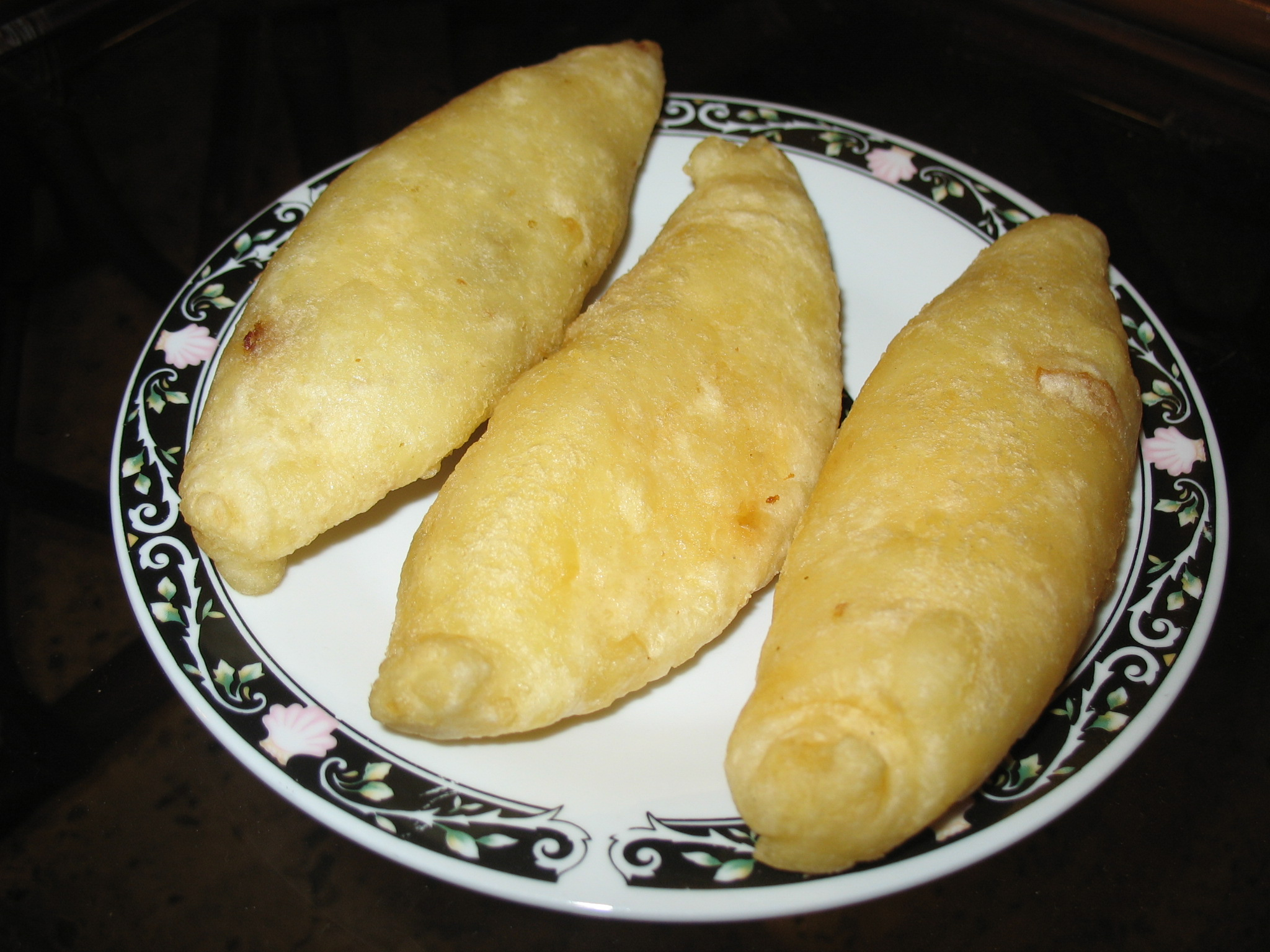
Carimañola

- Carimañola (empanada fatte di manioca)
- Colombina (lollipop)
- Biscotti Curd
- Empanadas
- Garullas
- Pan de sagú (pane di sago)
- Pandebono
- Pan de Maíz (pane di Mais)
- Pan de queso (pane di formaggio)
- Pan de yuca
- Roscón

#### Varietà di Arepa

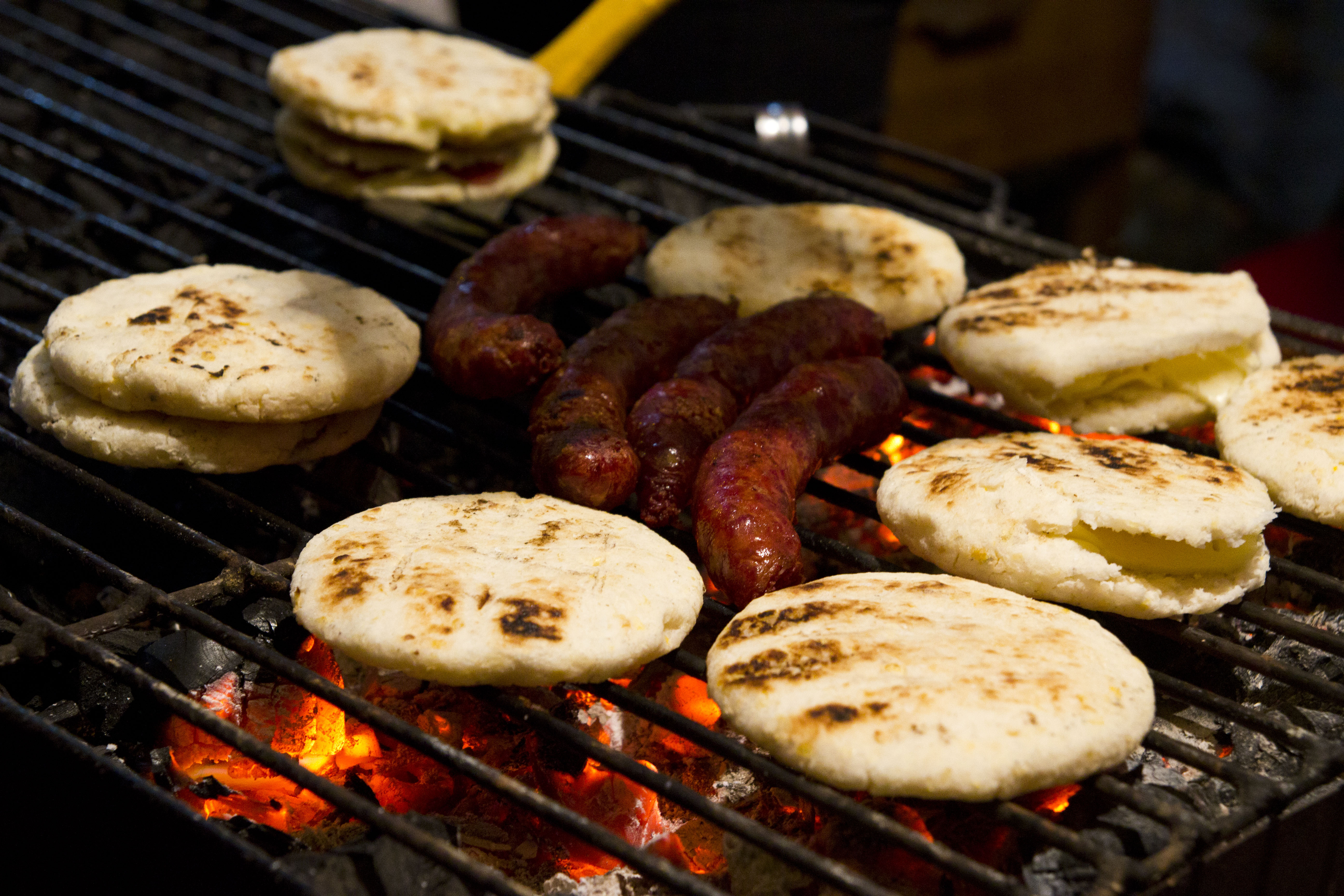
Arepas e chorizo alla griglia

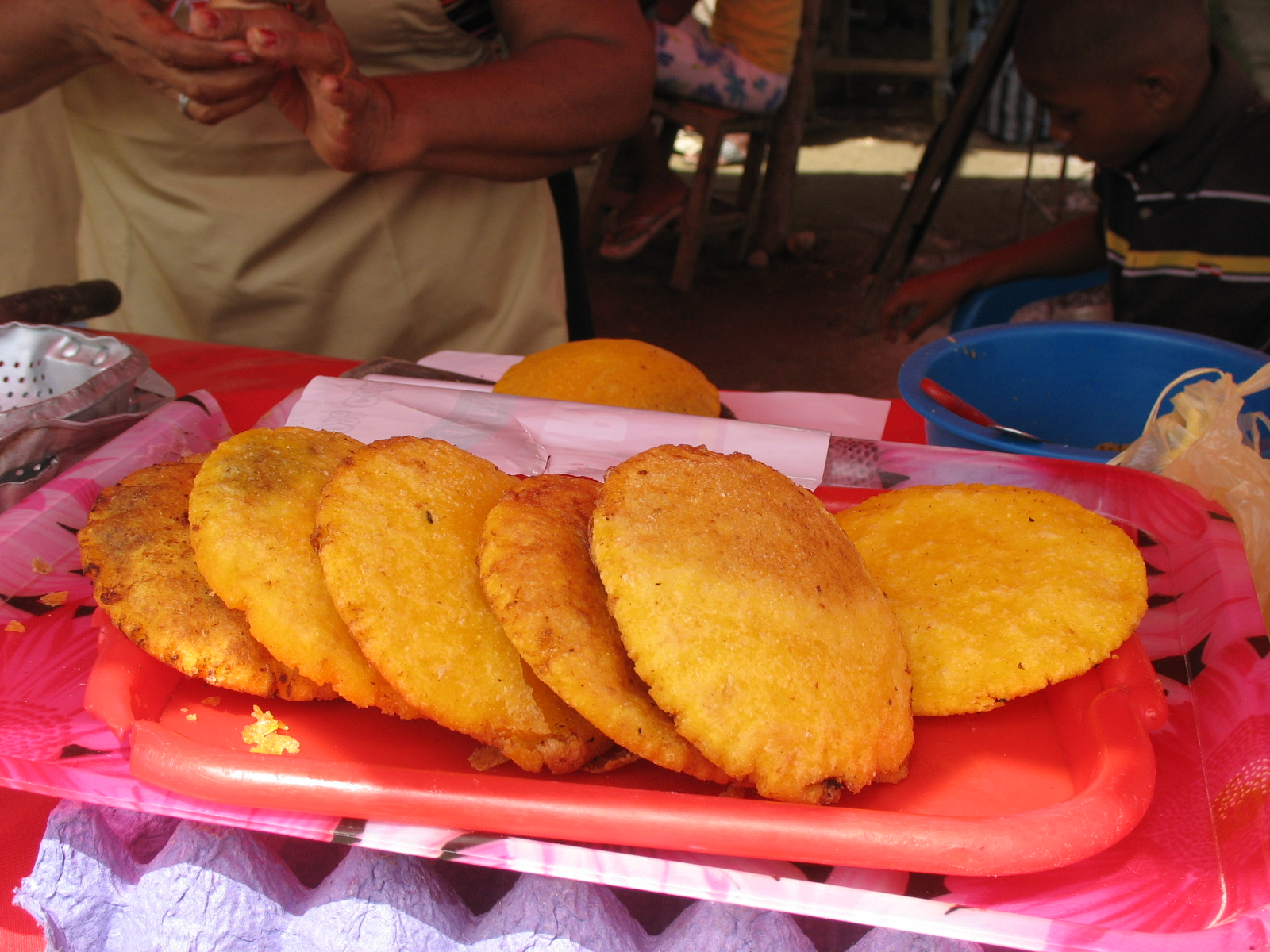
Arepa de huevo

- Arepa Boyacense
- Arepa de arroz
- Arepas de huevo
- Arepa de maiz
- Arepa de queso
- Arepa de yuca
- Arepa ocañera
- Arepa Paisa/Antioqueña
- Arepa Santandereana
- Arepa Valluna
- Arepas de choclo (sweet corn)
- Brown rice and sesame seed arepa
- 'Oreja de perro', rice arepas

### Frutta
- Aiphanes horrida (corozo)

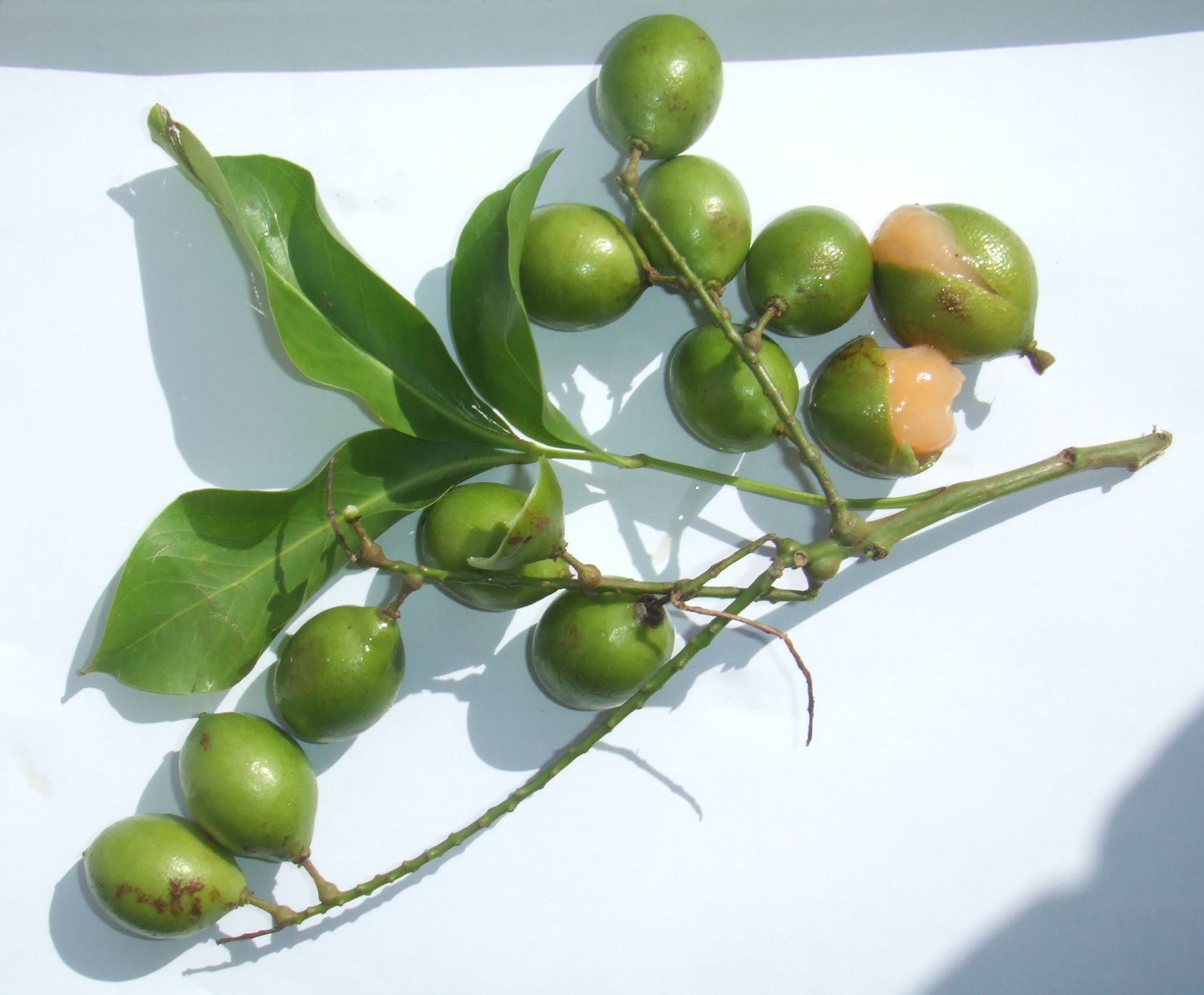
Limetta spagnola (Melicoccus bijugatus)

- Bactris gasipaes, peach-palm (chontaduro)
- Banana passionfruit (curuba)
- Banana (banano)
- Borojoa patinoi (borojó)
- Carambola, starfruit (carambolo)
- Cherimoya (chirimoya)
- Feijoa, Pineapple guava
- Guayabamanzana, Guava-apple hybrid
- Inga edulis, ice-cream-bean (guama)
- Manilkara huberi (níspero)
- Lulo (Naranjilla)
- Mamey sapote (mamey)
- Mamoncillo, Spanish lime
- Mandarin orange (mandarina)
- Mango
- Murrapos, mini-bananas
- Orange (naranja)
- Passiflora edulis, passion fruit (maracuyá)
- Physalis peruviana, Cape gooseberry (uchuva)
- Piñuela
- Pitaya, Frutto del drago (pitahaya)
- Quararibea cordata (zapote)
- Rubus glaucus, simile alla mora
- Soursop (guanábana)
- Strawberry guava (arazá)
- Fragola (fresa)
- Mela cannella (anón)
- Passiflora ligularis (granadilla)
- Melarosa, Malabar plum (pomarrosa)
- Solanum betaceum, tamarillo (tomate de árbol)

#### Frutta locale

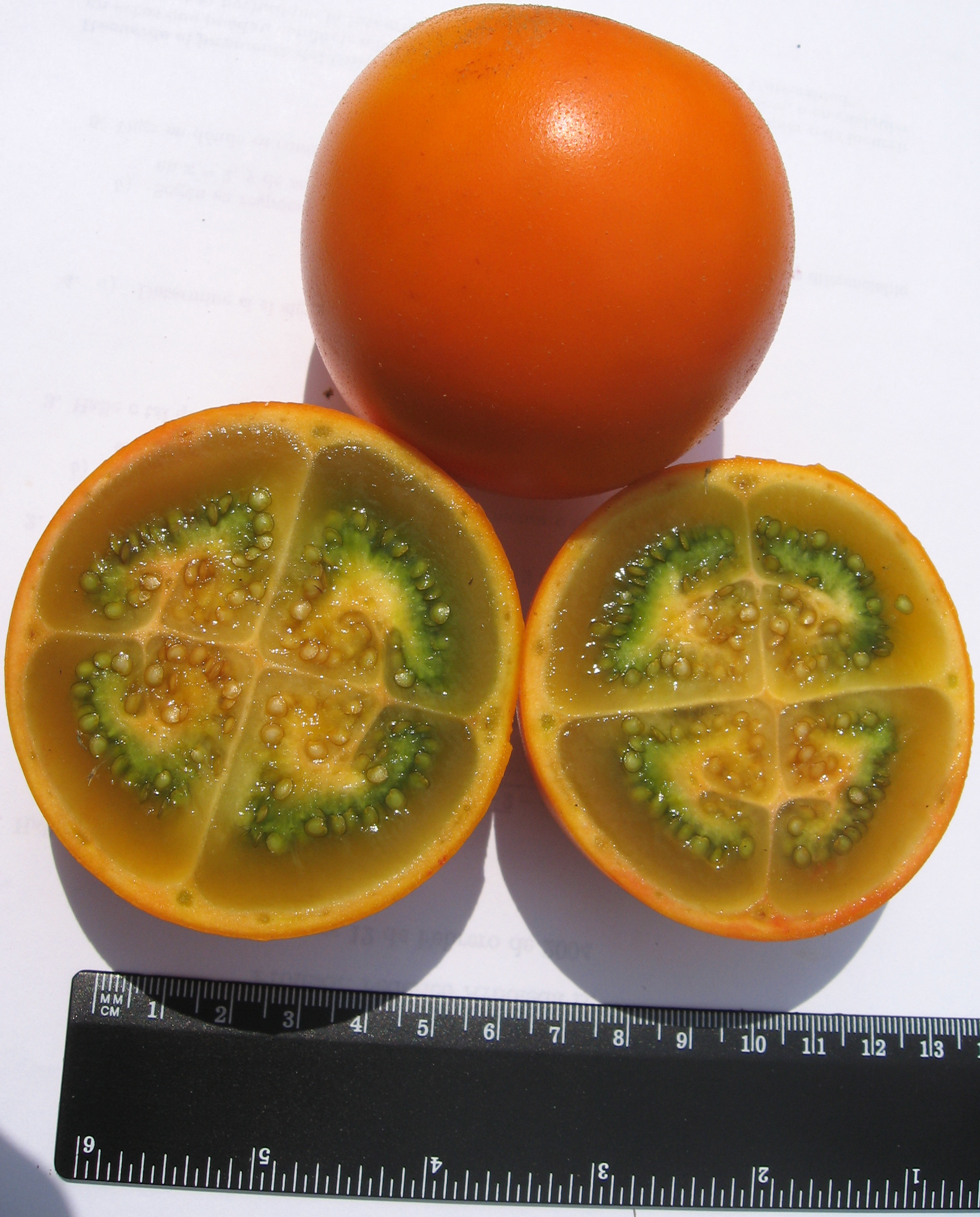
Lulo

- zapote (Quararibea cordata),
- nispero (Manilkara zapota)
- lulo (Solanum quitoense)
- uchuva (Physalis peruviana)
- Passiflora edulis
- borojó (Borojoa patinoi)
- curuba (Passiflora tarminiana)
- mamoncillo (Melicoccus bijugatus)
- guanabana (Annona muricata),
- guava (Psidium guajava),
- tomate de arbol (tamarillo),
- noni (Morinda citrifolia)

### Piatti principali
- Ajiaco
- Asado Bogotano
- Bandeja paisa
- Changua,
- Cuchuco,

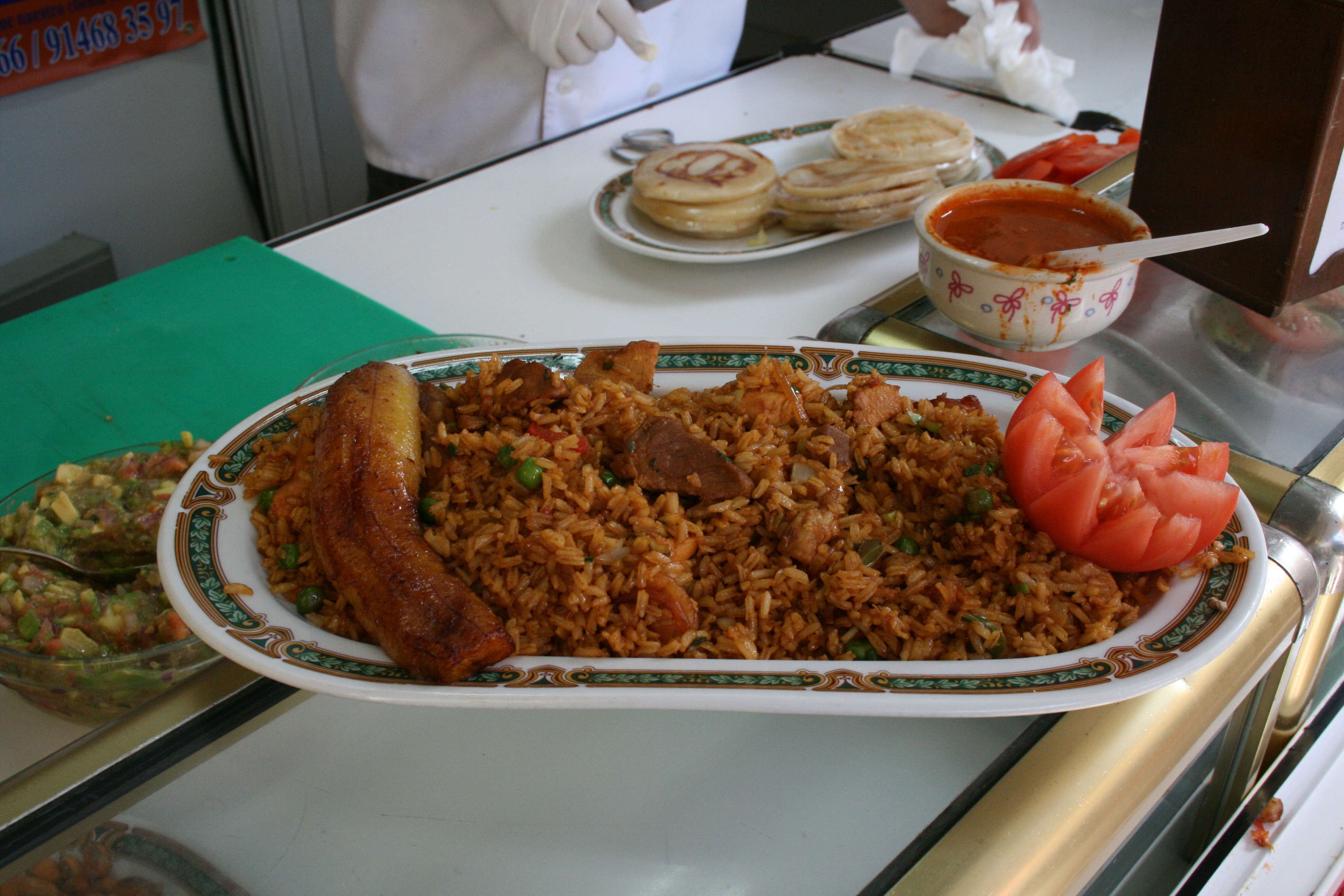
Lechona

- Lechona: maiale ripieno di riso, verdure e carne del maiale. Viene cotta allo spiedo e si serve in tavola in un piatto con la pelle del maiale arrosto e una arepa;
- Mondongo,
- Picada
- Sancocho

### Piatti a base di carne

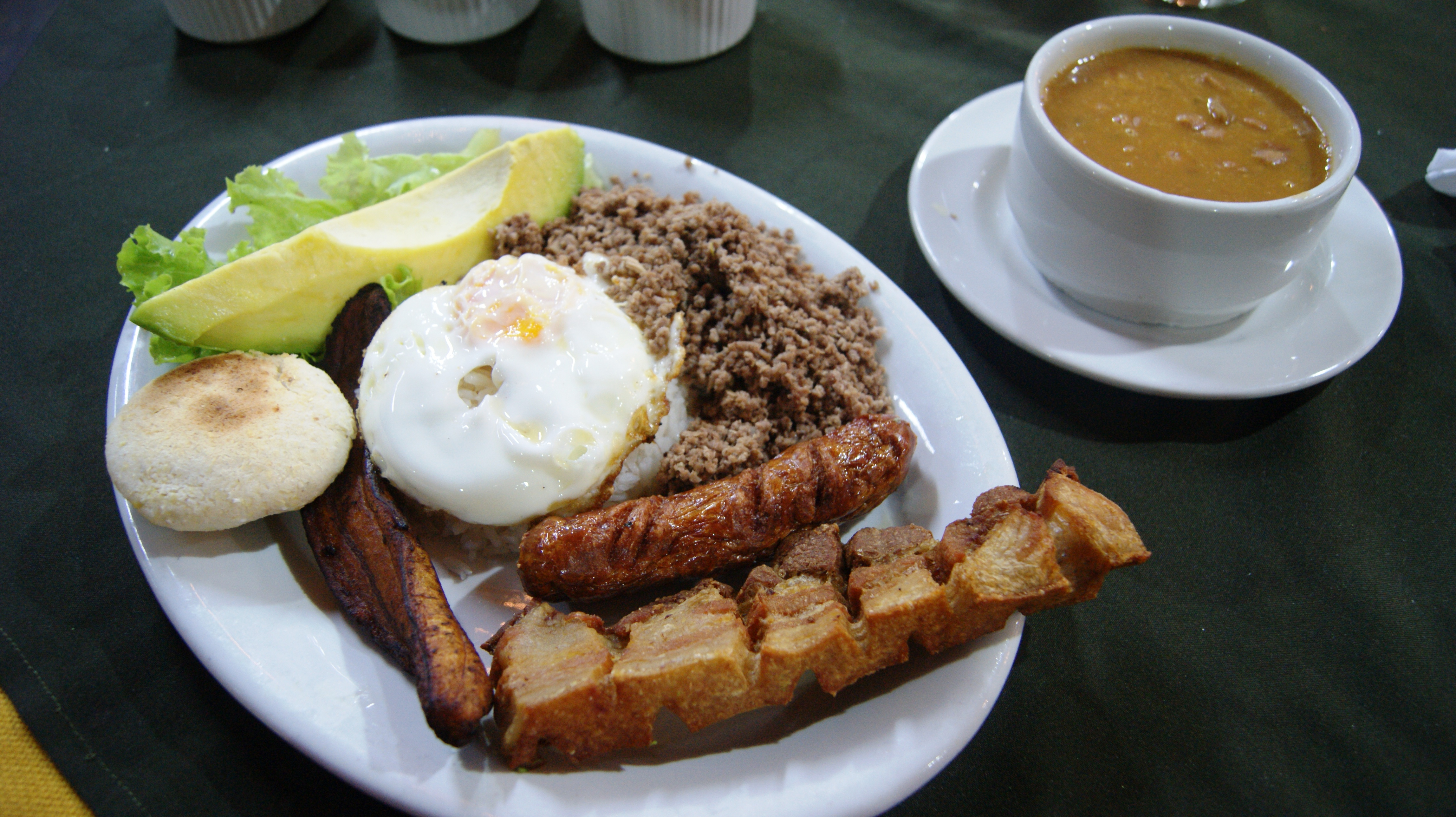
Bandeja paisa da
Antioquia

Ajiaco, piatto andino tradizionale di Bogotá. 

### Zuppe
- Changua

### Dolci

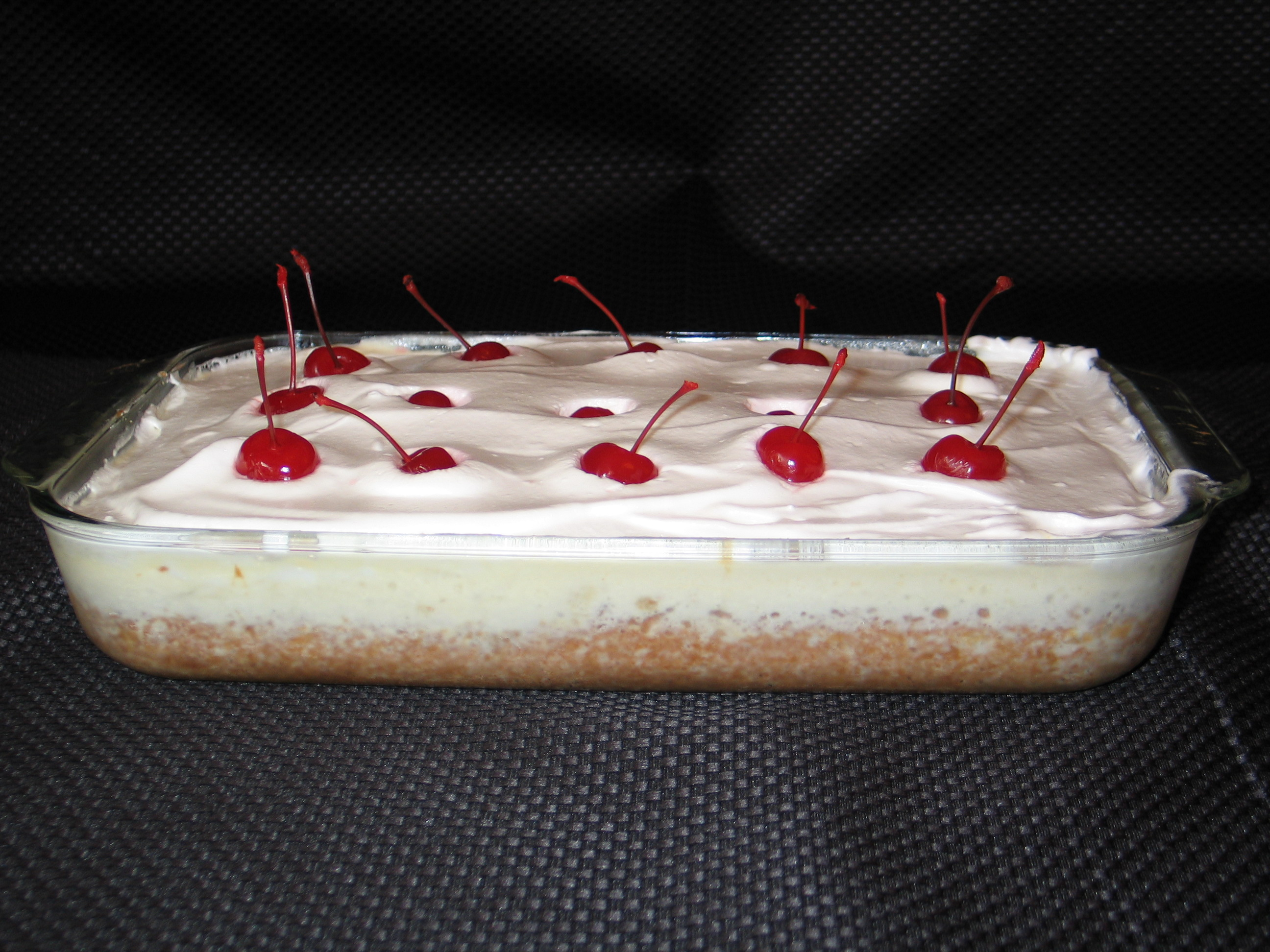
Tres leches

- Arequipe (Versione colombiana del dulce de leche)
- Arroz con leche
- Brevas en dulce
- Cocadas - cocco cucinato
- Crepes
- Enyucado
- Flan
- Bocadillo de guayaba
- Helado
- Leche asada
- Manjar blanco
- Mazamorra
- Melado
- Merenguitos
- Milhoja
- Natillas
- Oblea (wafer ripieni)
- Pastel de Gloria
- Postre De Natas
- Torta Maria Luisa

### Bevande
- Agua de panela;
- Tinto (caffè nero tipo americano);
- Succhi di frutta fresca con lulo, papaya, guayaba etc.
- Aguardiente.